# Франкенштајнова освета
Франкенштајнова освета (енгл. The Revenge of Frankenstein) британски је хорор филм продукцијске куће Хамер из 1958. године, у режији Теренса Фишера, заснован на роману Франкенштајн или модерни Прометеј списатељице Мери Шели. Главне улоге тумаче Питер Кушинг, Франсис Метјуз, Јунис Гејсон и Мајкл Гвин. Представља директан наставак филма Франкенштајново проклетство (1957), као и други део Хамеровог серијала о Франкенштајну.
Филм је премијерно приказан 1. јуна 1958, у дистрибуцији продукцијске куће Коламбија пикчерс, непуних месец дана након премијере још једног Хамеровог хита, Дракулин хорор. Добио је позитивне оцене критичара и на сајту Ротен томејтоуз оцењен је са 92%. У рецензији Варајетија похваљена је прича, глумачки перформанси и интересантни ликови.
Године 1964. снимљен је нови наставак, под насловом Франкенштајново зло, у коме се Кушинг враћа у насловну улогу.

## Радња
Године 1860, након догађаја из претходног дела, барон Виктор Франкенштајн одведен је пред гиљотину на извршење смртне казне. Међутим, уз помоћ грбавог човека по имену Карл, Франкенштајн успева да побегне, а уместо њега обезглављен је свештеник који га је исповедао. Након тога, њих двојица одлазе у Карлсбрик, где Франкенштајн наставља са својим експериментима, како би испунио обећање које је дао Карлу, и пресадио његов мозак у ново тело. Убрзо им се прикључује и млади локални доктор, Ханс Клеве.

## Улоге
| Глумац           | Улога                         |
| ---------------- | ----------------------------- |
| Питер Кушинг     | барон Виктор Франкенштајн     |
| Франсис Метјуз   | др Ханс Клеве                 |
| Јунис Гејсон     | Маргарет Конрад               |
| Оскар Китак      | Карл                          |
| Мајкл Гвин       | Карл у новом телу             |
| Џон Велш         | др Бергман                    |
| Лајонел Џефриз   | Фриц                          |
| Ричард Вордсворт | пацијент                      |
| Чарлс Лојд-Пак   | председник медицинског савета |
| Џорџ Вудбриџ     | чистач                        |
| Мајкл Рипер      | Курт                          |
| Маржори Гресли   | грофица Баршинска             |
| Ана Валмсли      | Вера Баршинска                |
| Алекс Галијер    | свештеник                     |